# Åreskutan
Åreskutan – szczyt w Górach Skandynawskich, w środkowo-zachodniej Szwecji, na terenie gminy Åre.
Górą jest jedną z najbardziej znanych w Szwecji, od XVIII do XX wieku na wschodnim stoku góry działała kopalnia miedzi Fröå. Opiewana w poezji (np. Areskuta, Roberta von Kræmera). Na stoku góry, o wysokości 1420 m n.p.m., znajduje się duży ośrodek sportów zimowych. W 1999 odbyły się w nim Mistrzostwa świata w kolarstwie górskim i trialu, zaś w lutym 2007 Mistrzostwa Świata w Narciarstwie Alpejskim.